# La Chapelle-Saint-Mesmin
 La Chapelle-Saint-Mesmin  es una población y comuna francesa, situada en la región de Centro, departamento de Loiret, en el distrito de Orléans y cantón de Ingré.

## Historia
Se encontró un yacimiento prehistórico, que data del 15.000 a.C., en un lugar llamado Monteloup.
En el siglo VI, Saint Mesmin, fue quien estableció un monasterio en Saint-Pryvé-Saint-Mesmin, al otro lado del Loira, cuenta la leyenda que combatió contra un dragón en Béraire, dando así el primer nombre a la ciudad.

## Heráldica
Las armas de La Chapelle-Saint-Mesmin son las siguientes: 
De azur con cruz compuesta en plata y gules de nueve habitaciones, cuatro cuarteles con flores de lis de oro.

## Geografía
La ciudad está situada en el valle del Loira, 9 km al oeste de Orleans en la orilla norte del Loira y 122 km al sur de París.

## Demografía
| 1 175                     | 1 324 | 1 270 | 1 267 | 1 282 | 1 241 | 1 271 | 1 366 | 1 452 | 1 694 | 1 848 | 1 858 | 1 775 | 1 727 | 1 756 | 1 736 | 1 822 | 1 696 | 1 662 | 1 517 | 1 553 | 1 277 | 1 388 | 1 647 | 1 913 | 2 162 | 2 613 | 3 748 | 5 143 | 6 482 | 7 801 | 8 207 | 8 967 | 9 354 |
| (Fuente: INSEE y Cassini) |       |       |       |       |       |       |       |       |       |       |       |       |       |       |       |       |       |       |       |       |       |       |       |       |       |       |       |       |       |       |       |       |       |

## Sitios y Monumentos
- La iglesia de Saint-Mesmin, de los siglos XI y XII.
- La Casa Consistorial, un edificio del siglo XVIII, originalmente conocido como el Petit Château (Pequeño Castillo), y luego como La Solitude (La Soledad), cuando se convirtió en un hospicio dirigido por una comunidad religiosa a finales del siglo XIX. Más tarde se transformó en un hogar de retiro y luego se instaló un hospital para convalecientes antes de ser comprado en 1996 por el municipio que lo convirtió en sede del Ayuntamiento.
- La cueva de los dragones, cavidad simple debajo de la iglesia;
- La reserva ornitológica, situada en una de las islas de la región del Loira, refugio de muchos cormoranes.

## Personajes ilustres de la comuna
- Mademoiselle Raucourt, famosa actriz trágica, vivió en el castillo en tiempos del Imperio.
- El orientalista Ripault habitó el pequeño castillo (que corresponde hoy en día al Ayuntamiento).
- Pierre Galtier (1846-1908), el verdadero descubridor de la primera vacuna contra la rabia (mucho antes de Louis Pasteur) estudió en La Chapelle-Saint-Mesmin.
- Eugene Prévost, llamado Messemin, pintor nacido en La Chapelle-Saint-Mesmin en 1880.